# 4 Capricorni
4 Capricorni är en gul jätte i stjärnbilden Stenbocken.
4 Capricorni har visuell magnitud +5,85 och är synlig för blotta ögat vid god seeing. Den befinner sig på ett avstånd av ungefär 315 ljusår.